# Football Club du Mantois 78
Le Football Club du Mantois 78, abrégé en FC Mantois, est un club de football français fondé en 1994 et situé à Mantes-la-Ville dans les Yvelines.
Le club tire son nom de la région naturelle du Mantois. Il est créé par la fusion des clubs de Mantes-la-Ville (Club athlétique
Mantes-la-Ville), Mantes-la-Jolie (Association sportive mantaise) et Buchelay (Association sportive bucheloise). Au moement de la fusion, le CA Mantes-la-Ville avait joué 15 saisons en divisions nationales, dont quatre en deuxième division, tandis que l'AS mantaise avait joué cinq saisons en Division 4. Les deux clubs ont joué dans le même championnat de 1979 à 1992, en Division 4 puis en Division d'Honneur d'Île de France, avait que chacun ne descende, en 1992 puis en 1993.
Le nouveau club a remonté la pente jusqu'à jouer en division nationale de 2001 à 2022.

## Histoire

### Genèse du football mantois
Au début du 20e siècle, de nombreuses sociétés sportives voient le jour en France et l'agglomération de Mantes ne fait pas exception. La pratique du football s’organise peu à peu avec la création de clubs dédiés à ce sport. Si les traces historiques sont rares aujourd’hui, nous pouvons toutefois noter la création du Sporting Club de Mantes en 1932, tandis que d’autres clubs participent au développement du football sur la ville, tel que le Club Athlétique Mantais, fondé en 1922.
À l’initiative des élus, une fusion est déjà envisagée à l’époque pour favoriser l’unité sportive des mantais. Mission accomplie en 1951 avec la création de l’Association Sportive Mantaise, par la réunion de l'Entente Mantaise et de la Vigilante de Mantes, qui adopte le jaune et le bleu pour couleurs. Avec les jaune et noir du Club Athlétique de Mantes-la-Ville, créé peu après (1953), l’agglomération dispose de deux clubs qui vont rapidement progresser et s'installer dans le paysage local pendant environ 40 ans.
Dès la fin des années 1960 les deux clubs se hissent en DH, qui constitue alors le deuxième échelon du football amateurs français (soit le quatrième échelon du football national), et se disputent la suprématie locale en matière de football. Mais c’est bien le Club Athlétique qui va tirer son épingle du jeu. Après avoir gravi cinq échelons de la hiérarchie en quinze ans, il accède en effet au Championnat de France Amateurs à l’issue de la saison 1968 en remportant le titre de champion de la Ligue de Paris (alors que, dans le même temps, l’ASM termina 10e).

### Les belles années du CAMV
Dès lors, le club de Mantes-la-Ville s’impose comme le porte-drapeau du football dans le Mantois. À cette époque, le CFA constitue l’élite du football amateur. Sous la houlette du président Aimé Bergeal et de l’entraîneur/joueur Norbert Boucq, arrivé au club en 1963, le club ne s’arrête pas là et va poursuivre sa progression. Lors de la saison 1970-71, Mantes entame sa troisième saison dans la poule du Nord du CFA, avec une première place au classement, qui lui permet de rejoindre le Championnat National, tremplin entre le monde amateur et professionnel, instauré la saison suivante. Le CAMV ne va pas manquer l’occasion de briller.
En Coupe de France, tout d’abord, puisque l’équipe réalise l’exploit de se hisser pour la première fois en 1/8e de Finale en 1971. Le tirage au sort désigne le Stade Rennais, pensionnaire du Championnat de France professionnel, comme adversaire des jaune et noir. Après une courte défaite en Bretagne (0-1), à la suite d'un penalty rocambolesque accordé aux Rennais, les hommes de Norbert Boucq sont bien décidés à renverser la tendance au match retour. Le stade Léo Lagrange, trop petit, ne permet pas l’accueil des 10 000 spectateurs attendus pour cette rencontre. "Exilé" dans un stade Jean-Paul David surchauffé, le CAMV refait son retard dès la première minute avec un but de Michel Appert. Au métier, le yougoslave Lukić égalisera pour Rennes et permettra à son club de se qualifier pour les quarts de finale. Les joueurs de Mantes sortent par la grande porte de la compétition, face au futur vainqueur de l’épreuve. Loin de se laisser abattre, l’équipe obtient son billet pour le National quelques semaines plus tard en terminant donc première du groupe nord de CFA. À la surprise générale, le club obtient son ticket pour la deuxième division ce qui lui permet de rencontrer des équipes professionnelles. Cette aventure va durer quatre ans.
Sportivement, l’apprentissage est difficile avec des déplacements lointains et de nombreux matchs contre des adversaires habitués au haut-niveau. L’effectif de Mantes est composé uniquement de joueurs amateurs, contrairement à beaucoup de clubs du championnat. Pourtant, les mantais poursuivent sur leur lancée. Ils remettent tout d'abord ça en Coupe de France. Après avoir éliminé Bourges puis Carpentras, le CA Mantes est confronté au RC Lens en 1/8e de finale. Après une défaite 1-0 en Artois, les hommes de Norbert Boucq passent près de l'exploit au retour, mais ne parviendront pas à faire mieux qu'un match nul (1-1) devant plus de 6 000 spectateurs. Cette saison encore, les mantais échouent de peu aux portes des quarts de finale.
En championnat, les résultats sont honorables : 6e en 1972 – 13e en 1973 – 6e en 1974. Le CAMV peut compter sur une équipe talentueuse emmenée par des joueurs tels que Gouju, Demota ou le prometteur Jean-François Beltramini, sélectionné en équipe de France amateurs en 1972 et qui réalisera par la suite une belle carrière professionnelle (au Paris SG et à Rouen notamment). Cette période permet d'offrir au public mantais de belles confrontations face à des adversaires prestigieux, tels que le RC Lens, le Lille OSC, ou des clubs en devenir, comme le tout nouveau Paris SG qui repartira bredouille de sa visite à Bergeal (2-1), devant près de 4 000 spectateurs.

### Retour progressif à l'anonymat
Pour autant le miracle ne dure pas. Avec des moyens limités, les joueurs de Mantes sont relégués en Division 3 à l’issue de la saison 1975. Le club va y évoluer pendant quatre ans. Faute de pouvoir remonter en Division 2, le CAMV tombe en Division 4 au printemps 1979 et, par la même occasion, rejoint l’AS Mantes. Sans le savoir, et comme un présage de la fusion que les unira quelques années plus tard, les deux clubs de l’agglomération vont suivre un destin identique pendant presque 15 ans.
L’agglomération de Mantes, pourtant de taille moyenne, possède ainsi deux clubs de niveaux similaires, bien installés au niveau national. Pendant quatre ans, les deux clubs tenteront d’obtenir la montée en Division 3 et, à défaut d’y parvenir, réussiront à accrocher des places d’honneur. Cette période donne également lieu à des confrontations passionnées entre les deux formations. Mais, bien loin de la période faste des années 1970, les deux clubs chutent en DH à l’issue de la saison 1982-83 en occupant les deux dernières places du classement.
Divisé, le football mantois va ensuite stagner au niveau régional pendant 10 ans. Enlisés dans le ventre mou du championnat de DH, ni le CAMV, ni l’ASM ne parviennent à remonter au niveau supérieur. Ils laissent cette place à Saint-Leu, Versailles, Evry ou encore l’équipe C du Paris SG. Faute de moyens et d’ambitions, les deux clubs glissent irrémédiablement vers la DHR (7e échelon). L’ASM montre la voie au printemps 1992 en terminant bonne dernière du championnat. Sauvant sa tête in-extremis la même année (premier non relégable), le CAMV suit l’exemple de son voisin mantais l’année suivante. Lanterne rouge à son tour, il met un terme à 25 années de football de haut niveau dans le mantois (dans les divisions nationales ou au sein de l’élite régionale).

### Création du FC Mantois et premiers succès
Fort de ce constat d’échec, l’idée d’un rapprochement entre les différents clubs de l’agglomération fait son chemin et, en 1993, une première fusion a lieu entre le CAMV et l’AS Buchelay, suivi l'année suivant par une deuxième fusion avec la section football de l’AS Mantes, qui donne naissance au Football Club du Mantois. Le nouveau club adopte les couleurs sang et or et l’équipe première s’établit au stade Aimé Bergeal.
Philippe Quimbel prend la présidence du club, Roger Géri assure la direction sportive et administrative, tandis qu’Alain Polaniok devient l’entraîneur d’une formation qui souhaite retrouver le niveau national. Après un départ timide, le pari est réussi. L’ancien professionnel, passé notamment par le Stade de Reims, le Paris SG ou le Red Star, permet au club d’enchaîner les succès. Trois montées en quatre saisons propulsent le FCM en CFA, au printemps 2002. Fort de ces bons résultats, le club renoue peu à peu avec le passé de ses glorieux ainés du CAMV. En coupe de France, le club se hisse en 1/32e de finale de l’édition 2004, s’inclinant seulement face aux professionnels de l’Amiens SC, alors pensionnaire de Ligue 2. En championnat, le club n’est pas en reste puisqu’il va progresser chaque saison, jusqu’à obtenir une 5e place en 2005, après avoir été en tête du championnat une partie de la saison.
Pourtant, en juin 2005, après 12 ans de bons et loyaux services, Alain Polaniok décide de quitter le club, malgré l’insistance du président Quimbel qui souhaitait conserver son entraîneur emblématique. Olivier Meurillon est alors choisi pour le remplacer, mais les résultats ne suivent pas. Le club reste englué dans les bas-fonds du classement tout au long de la saison et son entraîneur est remercié avant le printemps. Avec seulement 6 victoires en 34 matchs, le club plonge en CFA2 à l'issue de la saison 2006. Usé par une saison éprouvante et la disparition tragique d’Alain Polaniok, le président Quimbel jette l’éponge à l’été 2006. Se tourne par la même occasion une page de l’histoire du club, marquée par une progression régulière et une stabilité à tous les étages.

### Le maintien au niveau national
Si le FC Mantois n’a connu qu’un seul président entre 1994 et 2006, il en connait une demi-douzaine en même pas dix ans. Jean-Pierre Moine, Ahmed Sehil, Driss Ettazaoui ou encore Adolphe Mendy occupent cette fonction, seuls ou à plusieurs, en se passant la main dans des conditions plus ou moins apaisées.
Dans ces conditions, l’opération reconquête s’annonce ardue. Le premier à relever le défi est Nordine Kourichi. L’ancien international algérien, qui a porté les couleurs du CAMV sous l’ère Norbert Boucq, est nommé au poste d’entraîneur à l’été 2006. Il y restera deux saisons, échouant à chaque fois aux portes d’une remontée en CFA (4e en 2007 – 3e en 2008). Les rênes de l’équipe fanion sont ensuite remises à Robert Mendy. Pur mantais, l’ancien milieu offensif passé par l’AS Mantes, le CA Mantes puis le FC Mantois, se voit confier la lourde charge de faire remonter le club en CFA. L’objectif est atteint après seulement une saison, puisque le club obtient une deuxième place au classement synonyme d’accession à l’étage supérieur. Malgré de faibles moyens financiers, et bien que régulièrement à la lutte pour le maintien, le club parvient à sauver sa tête en CFA chaque année depuis 2009, en s’appuyant en grande partie sur les jeunes issus de son école de football.
En coulisses, la gouvernance du club se stabilise autour des deux co-présidents, Nabil Djellali et Sam Damergy.
Si les performances restent discrètes en championnat, le club se distingue à nouveau en coupe de France, en atteignant les 1/16e de finale de l’édition 2016. Devant 5 000 spectateurs, c’est le FC Nantes qui mettra fin à l’aventure des joueurs du Mantois, avec un but de Bedoya durant les prolongations (0-1). Pour autant, ce succès populaire n’empêche pas le club de traverser une crise importante, en raison du désengagement de la nouvelle mairie Front National de Mantes-la-Ville, qui décide de retirer les subventions jusque-là accordées au club de l’agglomération,. Néanmoins, en s'appuyant sur un recrutement très local, avec de nombreux joueurs issus des clubs du mantois et de la vallée de la seine, le FCM parvient à garder le cap en se maintenant au quatrième niveau national.
La saison 2016-17 voit ainsi le FCM se maintenir lors de l'ultime journée de championnat, en allant battre sur son terrain un concurrent direct pour le maintien, les Voltigeurs de Châteaubriant (1-2). S'ensuivirent deux saisons dans le ventre mou du championnat (10e puis 8e), avant que le club de connaisse une saison 2019-20 cauchemardesque, n'enregistrant qu'une victoire en 21 matchs, pour 7 buts marqués seulement. L'équipe est ainsi bonne dernière du championnat avant que celui-ci ne soit définitivement stoppé en raison de la pandémie de Covid-19.
Le FC Mantois s'aligne par conséquent en National 3 à l'été 2020, après 11 saisons consécutives au quatrième échelon du football français.

## Palmarès
Ce palmarès tient compte des performances sportives du FC Mantois, et des deux principaux clubs à l'origine de sa création (le CA Mantes et l'AS Mantes).
- Champion de Division d'Honneur : 1968 - 2001.
- Champion du groupe G du championnat de guerre de la Ligue parisienne de football association : 1940 (accession au premier échelon amateurs).
- Meilleure performance en Coupe de France : 1/8e de finale en 1971 et 1972.
- Meilleur classement en Championnat : 6e de National en 1972 et de Division 2 en 1974.

## Arbre généalogique du club
| clubs de Rosny-sur-Seine | clubs de Rosny-sur-Seine | clubs de Rosny-sur-Seine | clubs de Rosny-sur-Seine | clubs de Rosny-sur-Seine | clubs de Rosny-sur-Seine |  |  |  |  | club de Buchelay | club de Buchelay | club de Buchelay | club de Buchelay | club de Buchelay | club de Buchelay |  |  |  |  |  |  |  |  | clubs de Mantes-la-Ville | clubs de Mantes-la-Ville | clubs de Mantes-la-Ville | clubs de Mantes-la-Ville | clubs de Mantes-la-Ville | clubs de Mantes-la-Ville |  |  |  |  |  |  |  |  | clubs de Mantes-la-Jolie | clubs de Mantes-la-Jolie | clubs de Mantes-la-Jolie | clubs de Mantes-la-Jolie | clubs de Mantes-la-Jolie | clubs de Mantes-la-Jolie |  |  |  |  |

|                                                     |                                                     |                                                     |                                                     |                                                     |                                                     |                                                      |  |                                                  |                                                  |                                                  |                                                  |                                                  |                                                  |  |  |                                                       |                                                       |                                                       |                                                       |                                                       |                                                       |                                           |                                           |                                                          |                                                          |                                                          |                                                          |                                                          |                                                          |  |  |                                         |                                         |                                         |                                         |                                         |                                         |  |  |  |  |  |  |  |  |  |  |  |  |  |  |  |  |  |  |  |  |  |  |  |  |  |  |  |  |  |  |  |  |
| Club sportif rosnéen 1922-1952                      | Club sportif rosnéen 1922-1952                      | Club sportif rosnéen 1922-1952                      | Club sportif rosnéen 1922-1952                      | Club sportif rosnéen 1922-1952                      | Club sportif rosnéen 1922-1952                      |                                                      |  | Amicale sportive des cheminots mantais 1947-1952 | Amicale sportive des cheminots mantais 1947-1952 | Amicale sportive des cheminots mantais 1947-1952 | Amicale sportive des cheminots mantais 1947-1952 | Amicale sportive des cheminots mantais 1947-1952 | Amicale sportive des cheminots mantais 1947-1952 |  |  | La Chantereine 1942-1944                              | La Chantereine 1942-1944                              | La Chantereine 1942-1944                              | La Chantereine 1942-1944                              | La Chantereine 1942-1944                              | La Chantereine 1942-1944                              |                                           |                                           | Union sportive populaire de la région mantaise 1936-1944 | Union sportive populaire de la région mantaise 1936-1944 | Union sportive populaire de la région mantaise 1936-1944 | Union sportive populaire de la région mantaise 1936-1944 | Union sportive populaire de la région mantaise 1936-1944 | Union sportive populaire de la région mantaise 1936-1944 |  |  | Club athlétique mantais 1922-1946       | Club athlétique mantais 1922-1946       | Club athlétique mantais 1922-1946       | Club athlétique mantais 1922-1946       | Club athlétique mantais 1922-1946       | Club athlétique mantais 1922-1946       |  |  |  |  |  |  |  |  |  |  |  |  |  |  |  |  |  |  |  |  |  |  |  |  |  |  |  |  |  |  |  |  |
| Club sportif rosnéen 1922-1952                      | Club sportif rosnéen 1922-1952                      | Club sportif rosnéen 1922-1952                      | Club sportif rosnéen 1922-1952                      | Club sportif rosnéen 1922-1952                      | Club sportif rosnéen 1922-1952                      |                                                      |  | Amicale sportive des cheminots mantais 1947-1952 | Amicale sportive des cheminots mantais 1947-1952 | Amicale sportive des cheminots mantais 1947-1952 | Amicale sportive des cheminots mantais 1947-1952 | Amicale sportive des cheminots mantais 1947-1952 | Amicale sportive des cheminots mantais 1947-1952 |  |  | La Chantereine 1942-1944                              | La Chantereine 1942-1944                              | La Chantereine 1942-1944                              | La Chantereine 1942-1944                              | La Chantereine 1942-1944                              | La Chantereine 1942-1944                              |                                           |                                           | Union sportive populaire de la région mantaise 1936-1944 | Union sportive populaire de la région mantaise 1936-1944 | Union sportive populaire de la région mantaise 1936-1944 | Union sportive populaire de la région mantaise 1936-1944 | Union sportive populaire de la région mantaise 1936-1944 | Union sportive populaire de la région mantaise 1936-1944 |  |  | Club athlétique mantais 1922-1946       | Club athlétique mantais 1922-1946       | Club athlétique mantais 1922-1946       | Club athlétique mantais 1922-1946       | Club athlétique mantais 1922-1946       | Club athlétique mantais 1922-1946       |  |  |  |  |  |  |  |  |  |  |  |  |  |  |  |  |  |  |  |  |  |  |  |  |  |  |  |  |  |  |  |  |
|                                                     |                                                     |                                                     |                                                     |                                                     |                                                     |                                                      |  |                                                  |                                                  |                                                  |                                                  |                                                  |                                                  |  |  |                                                       |                                                       |                                                       |                                                       |                                                       |                                                       |                                           |                                           |                                                          |                                                          |                                                          |                                                          |                                                          |                                                          |  |  |                                         |                                         |                                         |                                         |                                         |                                         |  |  |  |  |  |  |  |  |  |  |  |  |  |  |  |  |  |  |  |  |  |  |  |  |  |  |  |  |  |  |  |  |
| Club sportif rosnéen et Cheminots mantais 1952-1953 | Club sportif rosnéen et Cheminots mantais 1952-1953 | Club sportif rosnéen et Cheminots mantais 1952-1953 | Club sportif rosnéen et Cheminots mantais 1952-1953 | Club sportif rosnéen et Cheminots mantais 1952-1953 | Club sportif rosnéen et Cheminots mantais 1952-1953 |                                                      |  |                                                  |                                                  |                                                  |                                                  |                                                  |                                                  |  |  |                                                       |                                                       |                                                       |                                                       |                                                       |                                                       |                                           |                                           | Stade olympique mantais 1944-1946                        | Stade olympique mantais 1944-1946                        | Stade olympique mantais 1944-1946                        | Stade olympique mantais 1944-1946                        | Stade olympique mantais 1944-1946                        | Stade olympique mantais 1944-1946                        |  |  |                                         |                                         |                                         |                                         |                                         |                                         |  |  |  |  |  |  |  |  |  |  |  |  |  |  |  |  |  |  |  |  |  |  |  |  |  |  |  |  |  |  |  |  |
| Club sportif rosnéen et Cheminots mantais 1952-1953 | Club sportif rosnéen et Cheminots mantais 1952-1953 | Club sportif rosnéen et Cheminots mantais 1952-1953 | Club sportif rosnéen et Cheminots mantais 1952-1953 | Club sportif rosnéen et Cheminots mantais 1952-1953 | Club sportif rosnéen et Cheminots mantais 1952-1953 |                                                      |  |                                                  |                                                  |                                                  |                                                  |                                                  |                                                  |  |  |                                                       |                                                       |                                                       |                                                       |                                                       |                                                       |                                           |                                           | Stade olympique mantais 1944-1946                        | Stade olympique mantais 1944-1946                        | Stade olympique mantais 1944-1946                        | Stade olympique mantais 1944-1946                        | Stade olympique mantais 1944-1946                        | Stade olympique mantais 1944-1946                        |  |  |                                         |                                         |                                         |                                         |                                         |                                         |  |  |  |  |  |  |  |  |  |  |  |  |  |  |  |  |  |  |  |  |  |  |  |  |  |  |  |  |  |  |  |  |
|                                                     |                                                     |                                                     |                                                     |                                                     |                                                     |                                                      |  |                                                  |                                                  |                                                  |                                                  |                                                  |                                                  |  |  |                                                       |                                                       |                                                       |                                                       |                                                       |                                                       |                                           |                                           |                                                          |                                                          |                                                          |                                                          |                                                          |                                                          |  |  |                                         |                                         |                                         |                                         |                                         |                                         |  |  |  |  |  |  |  |  |  |  |  |  |  |  |  |  |  |  |  |  |  |  |  |  |  |  |  |  |  |  |  |  |
|                                                     |                                                     |                                                     |                                                     |                                                     |                                                     |                                                      |  |                                                  |                                                  |                                                  |                                                  |                                                  |                                                  |  |  | Club athlétic Mantes-la-Ville 1953-1957               | Club athlétic Mantes-la-Ville 1953-1957               | Club athlétic Mantes-la-Ville 1953-1957               | Club athlétic Mantes-la-Ville 1953-1957               | Club athlétic Mantes-la-Ville 1953-1957               | Club athlétic Mantes-la-Ville 1953-1957               |                                           |                                           | La Vigilante de Mantes 1942-1951                         | La Vigilante de Mantes 1942-1951                         | La Vigilante de Mantes 1942-1951                         | La Vigilante de Mantes 1942-1951                         | La Vigilante de Mantes 1942-1951                         | La Vigilante de Mantes 1942-1951                         |  |  | Entente mantaise 1946-1951              | Entente mantaise 1946-1951              | Entente mantaise 1946-1951              | Entente mantaise 1946-1951              | Entente mantaise 1946-1951              | Entente mantaise 1946-1951              |  |  |  |  |  |  |  |  |  |  |  |  |  |  |  |  |  |  |  |  |  |  |  |  |  |  |  |  |  |  |  |  |
|                                                     |                                                     |                                                     |                                                     |                                                     |                                                     |                                                      |  | Association sportive bucheloise 1982-1993        | Association sportive bucheloise 1982-1993        | Association sportive bucheloise 1982-1993        | Association sportive bucheloise 1982-1993        | Association sportive bucheloise 1982-1993        | Association sportive bucheloise 1982-1993        |  |  | Club athlétic Mantes-la-Ville 1953-1957               | Club athlétic Mantes-la-Ville 1953-1957               | Club athlétic Mantes-la-Ville 1953-1957               | Club athlétic Mantes-la-Ville 1953-1957               | Club athlétic Mantes-la-Ville 1953-1957               | Club athlétic Mantes-la-Ville 1953-1957               | Club athlétique Mantes-la-Ville 1957-1993 | Club athlétique Mantes-la-Ville 1957-1993 | Club athlétique Mantes-la-Ville 1957-1993                | Club athlétique Mantes-la-Ville 1957-1993                | Club athlétique Mantes-la-Ville 1957-1993                | Club athlétique Mantes-la-Ville 1957-1993                | La Vigilante de Mantes 1942-1951                         | La Vigilante de Mantes 1942-1951                         |  |  | Entente mantaise 1946-1951              | Entente mantaise 1946-1951              | Entente mantaise 1946-1951              | Entente mantaise 1946-1951              | Entente mantaise 1946-1951              | Entente mantaise 1946-1951              |  |  |  |  |  |  |  |  |  |  |  |  |  |  |  |  |  |  |  |  |  |  |  |  |  |  |  |  |  |  |  |  |
|                                                     |                                                     |                                                     |                                                     |                                                     |                                                     |                                                      |  | Association sportive bucheloise 1982-1993        | Association sportive bucheloise 1982-1993        | Association sportive bucheloise 1982-1993        | Association sportive bucheloise 1982-1993        | Association sportive bucheloise 1982-1993        | Association sportive bucheloise 1982-1993        |  |  |                                                       |                                                       |                                                       |                                                       |                                                       |                                                       | Club athlétique Mantes-la-Ville 1957-1993 | Club athlétique Mantes-la-Ville 1957-1993 | Club athlétique Mantes-la-Ville 1957-1993                | Club athlétique Mantes-la-Ville 1957-1993                | Club athlétique Mantes-la-Ville 1957-1993                | Club athlétique Mantes-la-Ville 1957-1993                |                                                          |                                                          |  |  |                                         |                                         |                                         |                                         |                                         |                                         |  |  |  |  |  |  |  |  |  |  |  |  |  |  |  |  |  |  |  |  |  |  |  |  |  |  |  |  |  |  |  |  |
|                                                     |                                                     |                                                     |                                                     |                                                     |                                                     |                                                      |  |                                                  |                                                  |                                                  |                                                  |                                                  |                                                  |  |  |                                                       |                                                       |                                                       |                                                       |                                                       |                                                       |                                           |                                           |                                                          |                                                          |                                                          |                                                          |                                                          |                                                          |  |  |                                         |                                         |                                         |                                         |                                         |                                         |  |  |  |  |  |  |  |  |  |  |  |  |  |  |  |  |  |  |  |  |  |  |  |  |  |  |  |  |  |  |  |  |
|                                                     |                                                     |                                                     |                                                     |                                                     |                                                     |                                                      |  |                                                  |                                                  |                                                  |                                                  |                                                  |                                                  |  |  |                                                       |                                                       |                                                       |                                                       |                                                       |                                                       |                                           |                                           |                                                          |                                                          |                                                          |                                                          |                                                          |                                                          |  |  |                                         |                                         |                                         |                                         |                                         |                                         |  |  |  |  |  |  |  |  |  |  |  |  |  |  |  |  |  |  |  |  |  |  |  |  |  |  |  |  |  |  |  |  |
| Club sportif municipal rosnéen 1959-1968            | Club sportif municipal rosnéen 1959-1968            | Club sportif municipal rosnéen 1959-1968            | Club sportif municipal rosnéen 1959-1968            | Club sportif municipal rosnéen 1959-1968            | Club sportif municipal rosnéen 1959-1968            |                                                      |  |                                                  |                                                  |                                                  |                                                  |                                                  |                                                  |  |  | Club athlétique de Mantes-la-Ville-Buchelay 1993-1994 | Club athlétique de Mantes-la-Ville-Buchelay 1993-1994 | Club athlétique de Mantes-la-Ville-Buchelay 1993-1994 | Club athlétique de Mantes-la-Ville-Buchelay 1993-1994 | Club athlétique de Mantes-la-Ville-Buchelay 1993-1994 | Club athlétique de Mantes-la-Ville-Buchelay 1993-1994 |                                           |                                           |                                                          |                                                          |                                                          |                                                          |                                                          |                                                          |  |  | Association sportive mantaise 1951-1994 | Association sportive mantaise 1951-1994 | Association sportive mantaise 1951-1994 | Association sportive mantaise 1951-1994 | Association sportive mantaise 1951-1994 | Association sportive mantaise 1951-1994 |  |  |  |  |  |  |  |  |  |  |  |  |  |  |  |  |  |  |  |  |  |  |  |  |  |  |  |  |  |  |  |  |
| Club sportif municipal rosnéen 1959-1968            | Club sportif municipal rosnéen 1959-1968            | Club sportif municipal rosnéen 1959-1968            | Club sportif municipal rosnéen 1959-1968            | Club sportif municipal rosnéen 1959-1968            | Club sportif municipal rosnéen 1959-1968            | Club sportif et culturel municipal rosnéen 1968-1972 |  |                                                  |                                                  |                                                  |                                                  |                                                  |                                                  |  |  | Club athlétique de Mantes-la-Ville-Buchelay 1993-1994 | Club athlétique de Mantes-la-Ville-Buchelay 1993-1994 | Club athlétique de Mantes-la-Ville-Buchelay 1993-1994 | Club athlétique de Mantes-la-Ville-Buchelay 1993-1994 | Club athlétique de Mantes-la-Ville-Buchelay 1993-1994 | Club athlétique de Mantes-la-Ville-Buchelay 1993-1994 |                                           |                                           |                                                          |                                                          |                                                          |                                                          |                                                          |                                                          |  |  | Association sportive mantaise 1951-1994 | Association sportive mantaise 1951-1994 | Association sportive mantaise 1951-1994 | Association sportive mantaise 1951-1994 | Association sportive mantaise 1951-1994 | Association sportive mantaise 1951-1994 |  |  |  |  |  |  |  |  |  |  |  |  |  |  |  |  |  |  |  |  |  |  |  |  |  |  |  |  |  |  |  |  |
|                                                     |                                                     |                                                     |                                                     |                                                     |                                                     |                                                      |  |                                                  |                                                  |                                                  |                                                  |                                                  |                                                  |  |  |                                                       |                                                       |                                                       |                                                       |                                                       |                                                       |                                           |                                           |                                                          |                                                          |                                                          |                                                          |                                                          |                                                          |  |  |                                         |                                         |                                         |                                         |                                         |                                         |  |  |  |  |  |  |  |  |  |  |  |  |  |  |  |  |  |  |  |  |  |  |  |  |  |  |  |  |  |  |  |  |
| Club sportif municipal rosnéen depuis 1972          | Club sportif municipal rosnéen depuis 1972          | Club sportif municipal rosnéen depuis 1972          | Club sportif municipal rosnéen depuis 1972          | Club sportif municipal rosnéen depuis 1972          | Club sportif municipal rosnéen depuis 1972          |                                                      |  |                                                  |                                                  |                                                  |                                                  |                                                  |                                                  |  |  | Football club du Mantois 78 depuis 1994               | Football club du Mantois 78 depuis 1994               | Football club du Mantois 78 depuis 1994               | Football club du Mantois 78 depuis 1994               | Football club du Mantois 78 depuis 1994               | Football club du Mantois 78 depuis 1994               |                                           |                                           |                                                          |                                                          |                                                          |                                                          |                                                          |                                                          |  |  |                                         |                                         |                                         |                                         |                                         |                                         |  |  |  |  |  |  |  |  |  |  |  |  |  |  |  |  |  |  |  |  |  |  |  |  |  |  |  |  |  |  |  |  |

## Bilan saison par saison
De 1970 à 1994, sont indiqués les résultats de l'un des deux clubs du Mantois, à l'origine du FCM, le mieux placé dans la hiérarchie du football français. Cet honneur revenant quasi-exclusivement au CA Mantes, hormis les saisons 1980, 1982, 1984 et 1987, qui voient l'AS Mantes mieux placée. À partir de 1994, année de création du FC Mantois, sont indiquées les saisons du nouveau club d'agglomération.
CA Mantes-la-Ville :
| Saison    | Div. | clas. | Pts | M.J. | Vic. | Nuls | Déf. | B.P. | B.C. | D.B. | Coupe de France |
| 1970/1971 | CFA  | 1er   | 37  | 24   | 15   | 7    | 2    | 53   | 17   | +36  | 1/8e            |
| 1971/1972 | D2-b | 6e    | 32  | 30   | 12   | 8    | 10   | 42   | 42   | 0    | 1/8e            |
| 1972/1973 | D2-a | 13e   | 28  | 34   | 8    | 12   | 14   | 40   | 51   | -11  | 1/16e           |
| 1973/1974 | D2-b | 6e    | 39  | 34   | 14   | 7    | 3    | 47   | 45   | +2   |                 |
| 1974/1975 | D2-a | 18e   | 17  | 34   | 4    | 9    | 21   | 31   | 71   | -40  |                 |
| 1975/1976 | D3   | 12e   | 28  | 30   | 9    | 10   | 11   | 25   | 29   | -4   |                 |
| 1976/1977 | D3   | 10e   | 30  | 30   | 10   | 10   | 10   | 33   | 32   | +1   | 1/32e           |
| 1977/1978 | D3   | 7e    | 32  | 30   | 11   | 10   | 9    | 25   | 27   | -2   |                 |
| 1978/1979 | D3   | 15e   | 17  | 30   | 6    | 5    | 19   | 26   | 57   | -31  |                 |
| 1979/1980 | D4   | 3e    | 32  | 26   | 16   | 6    | 7    | 44   | 34   | +10  |                 |
| 1980/1981 | D4   | 3e    | 37  | 26   | 15   | 7    | 4    | 43   | 30   | +13  |                 |
| 1981/1982 | D4   | 9e    | 26  | 26   | 8    | 10   | 8    | 40   | 38   | +2   |                 |
| 1982/1983 | D4   | 13e   | 18  | 26   | 6    | 6    | 14   | 15   | 38   | -23  |                 |
| 1983/1984 | DH   | 4e    | 52  | 24   | 11   | 6    | 7    | 46   | 43   | +3   |                 |
| 1984/1985 | DH   | 6e    | 54  | 26   | 12   | 4    | 10   | 35   | 35   | 0    | 1/16e           |
| 1985/1986 | DH   |       |     |      |      |      |      |      |      |      |                 |
| 1986/1987 | DH   | 8e    | 41  | 22   | 6    | 7    | 9    | 20   | 23   | -3   | 1/32e           |
| 1987/1988 | DH   | 5e    | 46  | 22   | 10   | 4    | 8    | 35   | 27   | +8   |                 |
| 1988/1989 | DH   | 9e    | 41  | 22   | 6    | 7    | 9    | 26   | 31   | -5   |                 |
| 1989/1990 | DH   | 6e    | 45  | 22   | 8    | 7    | 7    | 23   | 18   | +5   |                 |
| 1990/1991 | DH   | 8e    | 43  | 22   | 7    | 7    | 8    | 23   | 22   | +1   |                 |
| 1991/1992 | DH   | 10e   | 40  | 22   | 6    | 6    | 10   | 22   | 22   | 0    |                 |
| 1992/1993 | DH   | 12e   | 35  | 22   | 4    | 5    | 13   | 15   | 33   | -18  |                 |
| 1993/1994 | DHR  | 3e    | 49  | 22   | 10   | 7    | 5    | 25   | 14   | +11  |                 |

FC Mantois :
| Saison    | Div.   | clas. | Pts | M.J. | Vic. | Nuls | Déf. | B.P. | B.C. | D.B. | Coupe de France |
| 1994/1995 | DHR    | 3e    | 46  | 22   | 9    | 6    | 7    | 30   | 24   | +6   |                 |
| 1995/1996 | DHR    | 5e    | 52  | 22   | 7    | 9    | 6    | 24   | 18   | +6   |                 |
| 1996/1997 | DHR    | 3e    | 56  | 22   | 8    | 10   | 4    | 24   | 17   | +7   |                 |
| 1997/1998 | DHR    | 5e    | 52  | 22   | 9    | 5    | 8    | 24   | 24   | 0    |                 |
| 1998/1999 | DHR    | 1er   | 71  | 22   | 14   | 7    | 1    | 40   | 14   | +26  |                 |
| 1999/2000 | DH     | 2e    | 60  | 24   | 10   | 6    | 8    | 31   | 28   | +3   |                 |
| 2000/2001 | DH     | 1er   | 72  | 24   | 13   | 9    | 2    | 44   | 18   | +26  |                 |
| 2001/2002 | CFA2-h | 3e    | 86  | 30   | 16   | 8    | 6    | 50   | 33   | +17  |                 |
| 2002/2003 | CFA-a  | 15e   | 70  | 34   | 10   | 6    | 18   | 39   | 54   | -15  |                 |
| 2003/2004 | CFA-a  | 9e    | 82  | 34   | 12   | 12   | 10   | 37   | 41   | -4   | 1/32e           |
| 2004/2005 | CFA-a  | 5e    | 90  | 34   | 16   | 8    | 10   | 47   | 37   | +10  |                 |
| 2005/2006 | CFA-d  | 17e   | 62  | 34   | 6    | 10   | 18   | 24   | 46   | -22  |                 |
| 2006/2007 | CFA2-h | 4e    | 79  | 30   | 15   | 4    | 11   | 52   | 50   | +2   |                 |
| 2007/2008 | CFA2-h | 3e    | 83  | 30   | 15   | 8    | 7    | 49   | 32   | +17  | 8e Tour         |
| 2008/2009 | CFA2-h | 2e    | 88  | 32   | 15   | 11   | 6    | 43   | 28   | +15  |                 |
| 2009/2010 | CFA-d  | 16e   | 71  | 34   | 10   | 7    | 17   | 35   | 49   | -14  | 6e Tour         |
| 2010/2011 | CFA-a  | 15e   | 68  | 32   | 10   | 6    | 16   | 35   | 43   | -8   | 5e Tour         |
| 2011/2012 | CFA-d  | 8e    | 79  | 34   | 13   | 7    | 14   | 45   | 45   | 0    | 6e Tour         |
| 2012/2013 | CFA-a  | 14e   | 76  | 34   | 11   | 11   | 12   | 38   | 40   | -2   | 5e Tour         |
| 2013/2014 | CFA-a  | 13e   | 64  | 28   | 9    | 9    | 10   | 24   | 30   | -6   | 6e Tour         |
| 2014/2015 | CFA-a  | 12e   | 65  | 30   | 10   | 6    | 14   | 31   | 45   | -14  | 5e Tour         |
| 2015/2016 | CFA-a  | 8e    | 69  | 30   | 11   | 6    | 13   | 31   | 38   | -7   | 1/16e           |
| 2016/2017 | CFA-a  | 13e   | 29  | 30   | 7    | 8    | 15   | 23   | 41   | -18  | 6e Tour         |
| 2017/2018 | N2-d   | 10e   | 37  | 30   | 10   | 7    | 13   | 32   | 39   | -7   | 6e Tour         |
| 2018/2019 | N2-c   | 8e    | 39  | 30   | 11   | 6    | 13   | 29   | 39   | -10  | 4e Tour         |
| 2019/2020 | N2-b   | 16e   | 5   | 21   | 1    | 3    | 17   | 7    | 34   | -27  | 4e Tour         |
| 2020/2021 | N3     | 10e   | 5   | 6    | 1    | 2    | 3    | 5    | 9    | -4   | 3e Tour         |
| 2021/2022 | N3     | 16e   | 23  | 26   | 5    | 10   | 11   | 26   | 31   | -5   | 3e Tour         |
| 2022/2023 | R1-a   | 3e    | 40  | 22   | 12   | 4    | 6    | 35   | 18   | +17  | 5e Tour         |

## Personnalités

### Entraîneurs
- Norbert Boucq : 1968 - 1969
- Norbert Boucq : 1970 - 1976
- Roger Géri : 1983 - 1986
- Jan Banaś : 1986 -1990
- Alain Polaniok : 1994 - 2005
- Olivier Meurillon : 2005 - 2006
- Nordine Kourichi : 2006 - 2008
- Philippe Lebault : 2008
- Robert Mendy : 2008 - en poste

### Joueurs
- Robert Blanc
- Djibril Konaté
- Fousseni Tangara
- Julien Ictoi
- Roger Hitoto
- Youssouf Touré
- Joël Damahou
- Thomas Kokkinis
- Fabien Raddas
- Joan Tincres
- Ferland Mendy
- Oumar N'Diaye
- Omar Kossoko
- Salim Diakité
- Senou Coulibaly

## Stades
Le club évolue au stade Aimé Bergeal, construit en 1972 sous le nom de stade des Merisiers (du nom du quartier de Mantes-la-Ville où il s'implante). D'une capacité totale d'environ 5 800 places, dont 2 400 sièges au sein d'une tribune principale, il accueille les matchs de l'équipe fanion du club. Les autres formations du FCM évoluent sur différentes installations de l'agglomération, dont le stade Jean-Paul David, situé à Mantes-la-Jolie.
En hommage à son entraîneur emblématique, le stade Fleurier, situé dans le quartier Chantereine à Mantes-la-Ville, est renommé Alain Polaniok en 2007.

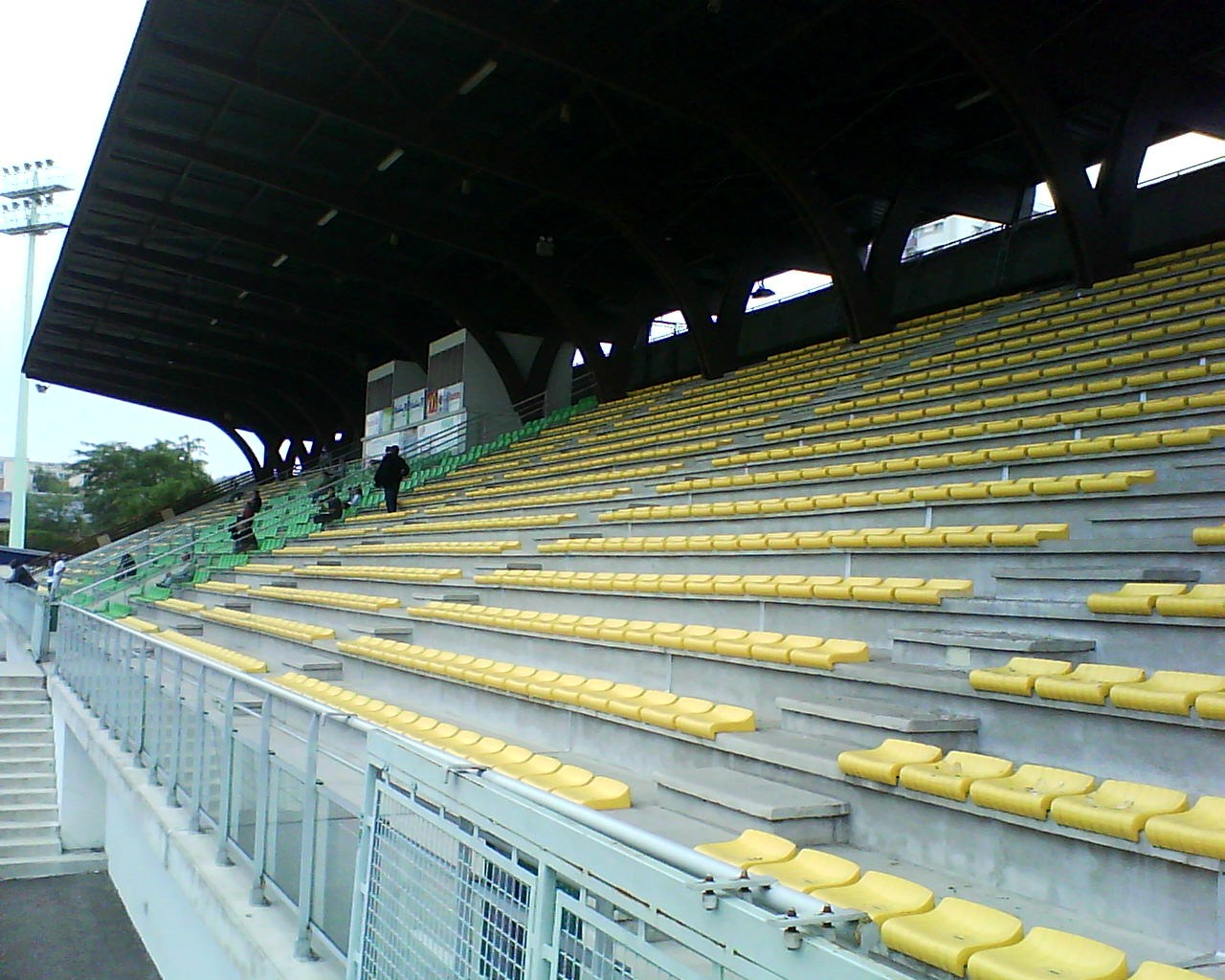
La tribune du stade Aimé-Bergeal porte le nom de Norbert Boucq (1932-2008), entraîneur du CA Mantois en 1968-1969 et de 1970 à 1975.
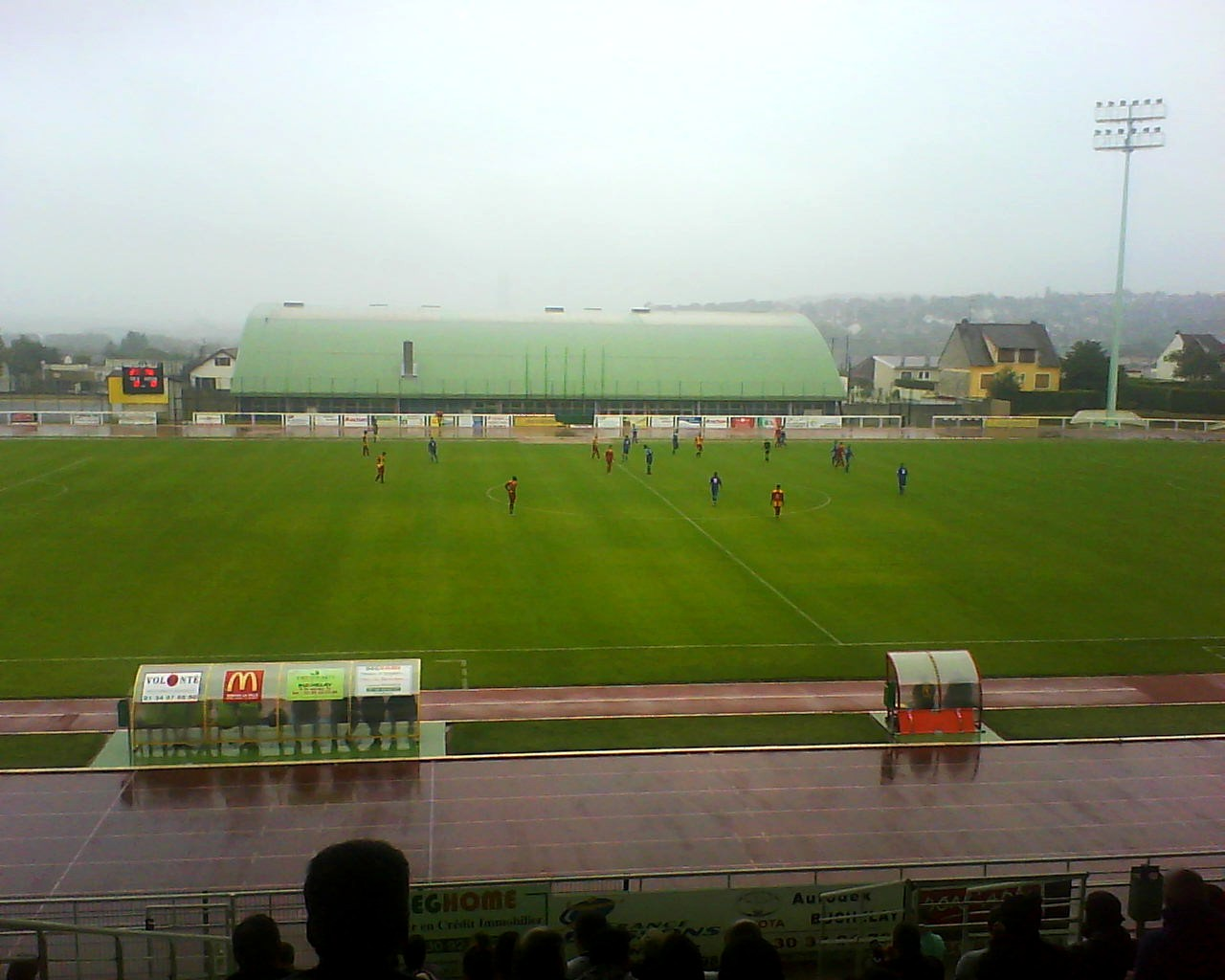
Vue générale du stade Aimé-Bergeal lors du match FC Mantois 78-Aubervilliers du 7 août 2010

## Image et identité

### Évolution du blason

Ancien blason
Blason actuel

### Rivalités
Le club connaît une rivalité avec l'AS Poissy. Cette confrontation entre Mantes et Poissy est appelé un Derby yvelinois. Les deux clubs se fréquentent en National 2 notamment.

### Culture populaire
À la fin des années 1960, alors en pleine ascension sportive, un club de supporters est créé sous l’impulsion du président Aimé Bergeal. Populaire, le club rassemble au début des années 1970 entre 1500 et 2 000 spectateurs par match,.
À la même époque, en 1971, Alain Barrière enregistra un 45 tours en l'honneur du CA Mantes-la-Ville : La chanson du CAMV.
Plus récemment, un documentaire réalisé par Nicolas Khamsopha, un jeune mantais de 20 ans, valorise le club et certains de ses joueurs en offrant une plongée dans le monde du football amateur. Titré "Jusqu'à la dernière seconde", ce film-documentaire a été présenté au Festival de Cannes dans la catégorie "Short Film Corner",.